# Fisalia (sommergibile 1912)
Il Fisalia è stato un sommergibile della Regia Marina.

## Storia
Nella prima fase della sua vita operativa fu impiegato nel Tirreno settentrionale, svolgendovi alcune crociere d'addestramento, facendo di frequente tappa in porti sardi
. Appartenente alla II Squadriglia Sommergibili, nel 1914 era di base a La Maddalena.
Poco prima dell'ingresso dell'Italia nel primo conflitto mondiale fu trasferito a Venezia, al comando del tenente di vascello Virgilio Goj.
Dal 1915 al 1917, durante la guerra, fu impiegato a scopo offensivo nelle acque costiere dei territori dell'Impero austro-ungarico.
L'1-2 novembre 1916 fu inviato nella zona del canale di Fasana a supporto di un attacco di MAS che si sarebbe svolto in quel luogo.
Nel gennaio 1917 ne era comandante il tenente di vascello Martinelli.
Nel dicembre 1917 fu trasferito alla I Squadriglia e dislocato a Porto Corsini, operando nella difesa di quel tratto di costa, al comando del tenente di vascello Mario Menini.
Disarmato il 26 marzo 1918, fu radiato qualche mese dopo e demolito.